# (22134) Kirian
(22134) Kirian est un astéroïde de la ceinture principale d'astéroïdes.

## Description
(22134) Kirian est un astéroïde de la ceinture principale d'astéroïdes. Il fut découvert le 25 octobre 2000 à Socorro (Nouveau-Mexique) par le projet LINEAR. Il présente une orbite caractérisée par un demi-grand axe de 3,13 UA, une excentricité de 0,19 et une inclinaison de 1,3° par rapport à l'écliptique.

## Compléments